# Heerlijkheid Lichtenvoorde

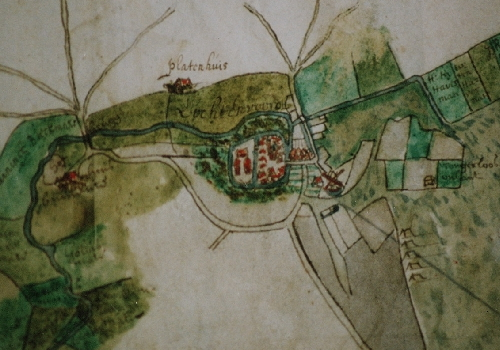
Plattegrond Lichtenvoorde 1634

De heerlijkheid Lichtenvoorde, in de huidige provincie Gelderland was een zelfstandige heerlijkheid in het Graafschap Zutphen. Het bestond uit de stad Lichtenvoorde en de dorpen Zieuwent, Lievelde en Vragender met hun buurtschappen.

## Geschiedenis
Lichtenvoorde werd pas in de 17e eeuw een zelfstandige heerlijkheid. Daarvoor maakte het deel uit de van de heerlijkheid Borculo, al vormde het daarbinnen wel een eigen voogdij. In Lichtenvoorde stond wel een kasteel, dat in 1312 de aanleiding vormde voor een strijd tussen Gijsbert IV van Bronckhorst en de bisschop van Münster, Lodewijk II. De laatste was mening dat Van Bronckhorst het kasteel zonder zijn toestemming in zijn gebied had gebouwd, terwijl Van Bronckhorst beweerde dat het onder het gebied van de graaf van Gelre viel en hij het van de graaf in leen hield. Later in de 14e eeuw kwam ook de heerlijkheid Borculo zelf in handen van de Van Bronckhorsten.
Toen de mannelijke lijn van de Bronckhorsten in 1553 uitgestorven was, brak de strijd los om het bezit van de heerlijkheid tussen de bisschop van Munster en Hertogdom Gelre. Pas in 1615 deed het Hof van Gelderland een uitspraak in het voordeel van Gelre, die Borculo als Zutphens leen schonken aan graaf Georg van Limburg-Stirum, die gehuwd was met Ermgard van Wisch, een nicht van de laatste graaf van Bronkhorst. Lichtenvoorde was datzelfde jaar tijd door Münster in bezit genomen, maar een jaar later in 1616 werd Lichtenvoorde ingenomen door de Staten en werd graaf Van Limburg-Stirum ook heer van Lichtenvoorde. Tot tweemaal toe, in 1665 en 1672, probeerde de Christoph Bernhard von Galen (Bommenberend) bisschop van Münster tevergeefs de heerlijkheid Borculo met zijn legers in te nemen, maar Van Limburg-Stirum behield het leen dat hij in 1641 gekocht had. Door schulden moest de heerlijkheid Borculo in 1727 verkocht worden en viel in handen van Isabella Detlof, gravin van Fleming, gehuwd met de Poolse prins Czartoriski.
De heerlijkheden Borculo en Lichtenvoorde zijn op 27 december 1776 door prins Willem V aangekocht voor 600.000 gulden van prins en prinses Czartoriski. Zo kwam de heerlijkheid geheel in bezit van de Nassau's. Een van de titels van Koning Willem-Alexander is daardoor nog steeds 'heer van Lichtenvoorde'.

## Einde van een tijdperk
De heerlijkheid Lichtenvoorde werd in de Franse tijd opgeheven, en vanaf 1813 tot 1 januari 2005 was Lichtenvoorde een zelfstandige gemeente, met de kernen Harreveld, Lichtenvoorde, Lievelde, Vragender en Zieuwent. Per die datum werd de gemeente samengevoegd met Groenlo en het dorp Mariënvelde dat eerst (gedeeltelijk) bij de gemeente Ruurlo hoorde, en het dorp Zwolle, dat bij de gemeente Eibergen hoorde.

## Trivia
- De Nederlandse koning Willem-Alexander voert sinds de troonswisseling in 2013 de adellijke titel Heer van Lichtenvoorde.  Zie Titels Nederlandse koninklijke familie.